# Robert-Hochner-Preis
Der Robert-Hochner-Preis wird seit 2005 von der österreichischen Journalistengewerkschaft für publizistische Leistungen im Bereich der politischen Berichterstattung im Bereich der elektronischen Medien verliehen. Dieser nach dem jahrzehntelang aktiven Gewerkschaftsmitglied Robert Hochner, dem langjährigen Mitarbeiter und Anchorman des ORF, benannte Preis wurde im Gedenken an ihn ins Leben gerufen und soll auch als Anreiz dienen, die Qualität der politischen Berichterstattung in Österreich anzuheben.
Die eingereichten Arbeiten sollten sich durch kritisches Denken, Courage, hohe Fachkompetenz und soziale Verantwortung auszeichnen. In den Arbeiten des Preisträgers/der Preisträgerin soll eine kritische Haltung gegenüber Machthabern aller Art zum Ausdruck kommen. Der Preis ist mit 7200 Euro dotiert.
Die Vergabe des Preises wird vom österreichischen Bundespräsidenten durchgeführt.

## Vergaberegelwerk
Wer mit dem Robert-Hochner-Preis ausgezeichnet werden soll, wird von einer Jury der Journalistengewerkschaft entschieden. Den Vorschlag für eine Auszeichnung, kann von einer Redaktion oder einer Einzelperson (auch der Auszuzeichnende selbst kann sich vorschlagen) eingereicht werden. Als Preisträger kommen ausschließlich Berufsjournalisten in Frage, wobei das Publikum vorwiegend österreichisch sein sollte. Die vorgeschlagenen Arbeiten müssen als VHS, CD oder DVD eingereicht werden und Kopien sind beizulegen. Der Robert-Hochner-Preis ist kein Preis für das Lebenswerk, sondern hervorragende, journalistische Leistung im vergangenen Jahr. Liegt in einem Jahr keine auszeichnungswürdige Arbeit vor, kann die Preisvergabe auch ein Jahr lang entfallen. Die Überreichung des Preises erfolgt durch den österreichischen Bundespräsidenten meist zeitgleich mit der Verleihung des Kurt-Vorhofer-Preises.

## Preisträger
- 2005: Andreas Pfeifer für seine Berichterstattung über das Begräbnis von Papst Johannes Paul II. und der Wahl von Papst Benedikt XVI. im Frühling 2005
- 2006: Armin Wolf für seine Interviewführung bei den Sommergesprächen 2005 im ORF
- 2007: Rainer Hazivar für „seine sprachlich brillanten analytischen Radio-Reportagen, die sich durch kritische Distanz nach allen Seiten sowie dosierte Ironie auszeichnen.“
- 2008: Gabi Waldner. Die Jury lobte ihre „brandheiße Aktualität, Sorgfalt und sprachliche Brillanz“
- 2009: Zoran Dobric für sein „kritisches Denken, Courage, hohe Fachkompetenz und soziale Verantwortung“.
- 2010: Franz Kössler: die akribische Recherche, die profunde Analyse und das Denken in Zusammenhängen seien seine journalistische Qualitäten
- 2011: Klaus Webhofer (Innenpolitikjournalist) für seine kritische Interviewführung.[1]
- 2012: Peter Daser für exzellente Vorbereitung, erstklassige Recherche und journalistische Beharrlichkeit[2]
- 2013: Cornelia Krebs für profunde Recherche und Sachkenntnis mit hoher Aktualität und mitreißender Reportagen-Gestaltung in exzellenter Weise verbunden[3]
- 2014: Dossier (Verein) sowie an den Fernsehsender Servus TV für eine TV-Dokumentation über Asylunterkünfte[4]
- 2015: Bernt Koschuh als „Chronist von Missständen und Impulsgeber für notwendige Reformen“[5]
- 2016: Susanne Schnabl[6]
- 2017: Corinna Milborn[7]
- 2018: Stefan Kappacher[8]
- 2019: Redaktion des ORF-Politikmagazins Report[9]
- 2020: Ulla Kramar-Schmid[10]
- 2021: Zwei Preisträgerinnen in einem pandemiebedingten Ausnahmejahr:
  - Alexandra Wachter
  - Elke Ziegler[11]
- 2022: Martin Thür[12]
  - Sonderpreis: Paul Krisai, Carola Schneider und Miriam Beller
- 2023: Claudia Dannhauser und Gaby Konrad[13]
- 2024: Yilmaz Gülüm und Faris Rahoma[14]